# Quận của tỉnh Nièvre
4 quận của tỉnh Nièvre gồm:
1. Quận Château-Chinon (Ville), (quận lỵ: Château-Chinon (Ville)) với 6 tổng và 72 xã. Dân số của quận này là 30.214 người năm 1990, 28.141 người năm 1999, tăng trưởng dân số là 6.86%.
2. Quận Clamecy, (quận lỵ: Clamecy) với 6 tổng và 93 xã. Dân số của quận này là 28.019 người năm 1990, và 26.739 người năm 1999, tăng trưởng dân số là 4.57%.
3. Quận Nevers, (tỉnh lỵ của tỉnh Nièvre: Nevers) với 13 tổng và 83 xã. Dân số của quận này là 128.496 người năm 1990, và 125.244 người năm 1999, tăng trưởng dân số là 2.53%.
4. Quận Cosne-Cours-sur-Loire, (quận lỵ: Cosne-Cours-sur-Loire) với 7 tổng và 64 xã. Dân số của quận này là 46.549 người năm 1990, và 45.074 người năm 1999, tăng trưởng dân số là 3.17%.